# Jenette Goldstein
Jenette Elise Goldstein (Los Angeles, 4 febbraio 1960) è un'attrice statunitense.
È nota soprattutto per il suo ruolo di Vasquez in Aliens - Scontro finale del 1986 e per il ruolo di Janelle in Terminator 2 - Il giorno del giudizio, entrambi film di James Cameron.

## Biografia
Di origini ebraiche e cresciuta a Beverly Hills, dopo il suo primo ruolo in Aliens - Scontro finale (1986), per il quale guadagna un Saturn Award come miglior attrice non protagonista, ottiene quello di Diamondback nel film Il buio si avvicina (1987) di Kathryn Bigelow. Nel 1989 compare in Il presidio - Scena di un crimine di Peter Hyams, nel ruolo di Patti Jean Lynch, mentre l'anno seguente è l'ufficiale Shapiro in Arma letale 2 di Richard Donner, e nel 1991 interpreta Janelle Voight in Terminator 2 - Il giorno del giudizio di James Cameron.
Nel 1994 è l'ufficiale scientifico in Star Trek - Generazioni di David Carson, e nel 1997 fa una breve comparsa in Titanic nel ruolo di una madre immigrata. Nel 1998 appare in tre film: Effetti collaterali di Penelope Spheeris, nel ruolo dell'infermiera Alvarez, Paura e delirio a Las Vegas di Terry Gilliam, nel ruolo della cameriera Alice, e Kiss di Richard LaGravenese, nel ruolo di Fanny. Nel 2002 è nel cast di Clockstoppers di Jonathan Frakes, l'anno seguente compare in Duplex - Un appartamento per tre (2003) di Danny DeVito, e nel 2008 è l'infermiera Marian in Autopsy di Adam Gierasch. Ottiene ruoli anche in diverse serie televisive, tra cui E.R. - Medici in prima linea, Alias, 24, Medium ed altre.

## Filmografia

### Cinema
- Aliens - Scontro finale (Aliens), regia di James Cameron (1986)
- Il buio si avvicina (Near Dark), regia di Kathryn Bigelow (1987)
- Il presidio - Scena di un crimine (The Presidio), regia di Peter Hyams (1988)
- Soluzione finale (Miracle Mile), regia di Steve De Jarnatt (1988)
- Arma letale 2 (Lethal Weapon 2), regia di Richard Donner (1989)
- Terminator 2 - Il giorno del giudizio (Terminator 2: Judgment Day), regia di James Cameron (1991)
- Star Trek - Generazioni (Star Trek: Generations), regia di David Carson (1994)
- Facile preda (Fair Game), regia di Andrew Sipes (1995)
- Toccami (Touch Me), regia di H. Gordon Boos (1997)
- Titanic, regia di James Cameron (1997)
- Kiss (Living Out Loud), regia di Danny DeVito (1998)
- Paura e delirio a Las Vegas (Fear and Loathing in Las Vegas), regia di Terry Gilliam (1998)
- Effetti collaterali (Senseless), regia di Penelope Spheeris (1998)
- Smut, regia di David Wendell (1999)
- It Is What It Is, regia di Billy Frolick (2001)
- Home Room, regia di Paul F. Ryan (2002)
- Clockstoppers, regia di Jonathan Frakes (2002)
- Duplex - Un appartamento per tre (Duplex), regia di Danny DeVito (2003)
- Autopsy, regia di Adam Gierasch (2008)
- Under the Hollywood Sign, regia di Owen Williams (2014)

### Televisione
- Max Headroom (1987) - film TV
- MacGyver - serie TV, episodio 7x04 (1991)
- Civil Wars  - serie TV, 1 episodio (1992)
- Un poliziotto scomodo (Donato and Daughter), regia di Rod Holcomb - film TV (1993)
- Avvocati a Los Angeles (L.A. Law) - serie TV, 1 episodio (1994)
- Il cliente (The Client) - serie TV, 1 episodio (1995)
- Settimo cielo (7th Heaven) - serie TV, 1 episodio (1998)
- E.R. - Medici in prima linea (ER) - serie TV, 2 episodi (1998-2000)
- Squadra Med - Il coraggio delle donne (Strong Medicine) - serie TV, 1 episodio (2000)
- Six Feet Under - serie TV, 1 episodio (2001)
- Alias - serie TV, 1 episodio (2003) - non accreditata
- 24 - serie TV, 2 episodi (2004)
- The Inside - serie TV, 1 episodio (2005)
- Medium - serie TV, 1 episodio (2010)
- A Hollywood Affair - serie TV (2013)

## Doppiatrici italiane
- Sonia Scotti in Aliens - Scontro finale
- Isabella Pasanisi in Il buio si avvicina
- Loretta Stroppa in Il presidio - Scena di un crimine
- Rossella Izzo in Arma letale 2
- Anna Cesareni in Titanic
- Stefania Romagnoli in 24